# Kathleen Newton

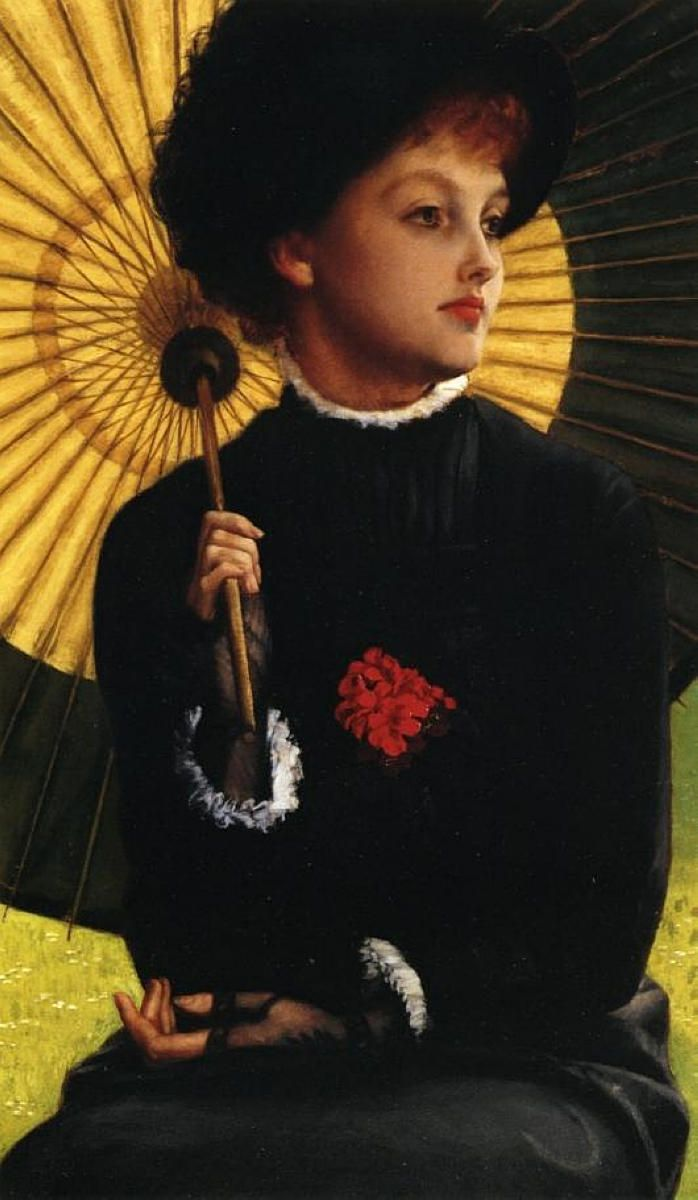
Summer, Portret van Kathleen Newton door James Tissot, 1877.

Kathleen ("Kate") Ireen Ashburnham Newton, geboren Kelly (Ierland, 1854 – Londen, 9 november 1882) was in de periode tussen 1875 en haar dood in 1882 de maîtresse, muze en het belangrijkste model van Franse kunstschilder James Tissot.

## Biografie

#### Vroege levensjaren
Kate Kelly werd als jongste kind geboren in een Katholieke Ierse familie met vijf kinderen. Tussen 1858 en 1865 groeide ze op in Lahore en Agra in Brits-Indië, waar haar vader werkte in dienst van de East India Company. Toen haar vader met pensioen ging vestigde het gezin zich in Londen.
In 1869 arrangeerden Kate's ouders een huwelijk met de chirurg Isaac Newton, die werkte voor de Indian Civil Service. Nog geen 16 jaar oud werd ze begin januari 1870 op de boot gezet om in Indië te trouwen. Tijdens de overtocht trok de mooie Kate de aandacht van de regimentskapitein C.H. Palliser. Ze werden verliefd op elkaar, hoewel het onduidelijk is of het tijdens de heenreis al tot een echte verhouding kwam.
Hoe dan ook, direct na haar aankomst in Indië liet ze zich in het huwelijk verbinden met Newton, maar op aanraden van haar biechtvader bekende ze aan haar man korte tijd later toch haar liefde voor Palliser. Newton  was hevig ontdaan door deze mededeling, zette onmiddellijk een procedure tot echtscheiding in gang en stond erop dat ze terugkeerde naar Engeland. Palliser bood vervolgens aan om haar terugreis te betalen, op voorwaarde dat ze zijn maîtresse zou worden. Eenmaal terug in Londen bleek ze zwanger, maar om onduidelijke redenen weigerde ze Palliser te huwen. Haar dochter Muriel Violet Mary Newton werd geboren op 20 december 1870 te Yorkshire en ze ging samen met haar kind bij haar zus Polly wonen in St John's Wood. De scheiding werd uitgesproken op 20 juli 1872, maar ook daarna bleef ze de naam Newton voeren.

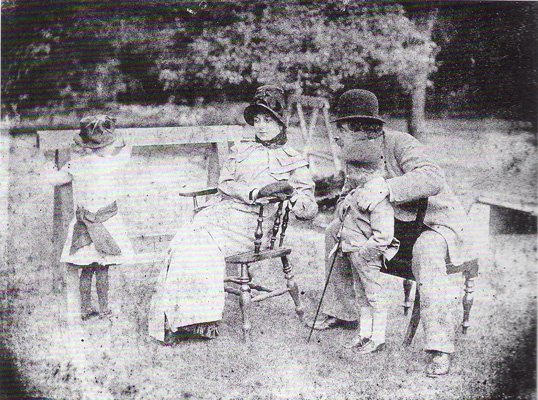
Tissot, Newton, Cecil en links een nichtje (Lilian Hervey), ca. 1879

#### Leven met Tissot
In 1875 ontmoette Kate Newton de Franse kunstschilder James Tissot, die sinds 1871 in Londen woonde. De precieze omstandigheden van hun ontmoeting zijn niet duidelijk, maar in maart 1876 kreeg Kate haar tweede kind, een zoon genaamd Cecil, waarvan algemeen wordt aangenomen dat het een kind van Tissot was. In elk geval trok de voor in de twintig zijnde Kate in bij de bijna twintig jaar oudere Tissot, die ook in St John's Wood woonde.
Tissot was zwaar onder de indruk van Kate Newtons schoonheid en tot haar dood zou ze zijn muze en belangrijkste model zijn. Hij noemde haar "Mavourneen", afgeleid van het Ierse lied "mo mhuirnín" ("mijn liefste"), en "ravissante Irlandaise" ("Prachtige Ierse"). Later beschreef hij deze periode met Kate Newton als "domestic bliss" ("huiselijke gelukzaligheid") en noemde de tijd met haar als de mooiste uit zijn leven. De worsteling die ze doormaakte als ongehuwde moeder, van Katholieke Ierse afkomst, vond hij intrigerend, maar hij trok zich niets aan van morele veroordelingen vanuit de hogere sociale klassen waarin hij verkeerde.
Het geluk was echter van tijdelijke duur, want eind jaren 1870 vertoonden zich bij Kate de eerste verschijnselen van tuberculose. Haar gezondheid ging ras achteruit. Tissot legde haar veranderde gemoedstoestand vast op diverse portretten, die haar diepe verdriet, en daarmee het zijne, duidelijk tonen. In november 1882 benam ze zichzelf het leven met een overdosis laudanum. Tissot zat vier dagen naast haar kist. Ze werd in ongewijde grond begraven in St Mary's Cemetery, Kensal Green. Haar kinderen werden opgevangen door haar zus Polly. Tissot, die bekendstond als een "womanizer", zou zijn verdere leven ongehuwd blijven. Na Kate's dood keerde hij terug naar Frankrijk. Nadat hij ervan overtuigd was geraakt dat hij Kate had gezien tijdens een seance zou hij sterk gefascineerd raken door het spiritualisme.

## Tissots portretten van Kate Newton
Tissots portretten van Kate Newton kenmerken zich door een estheticistische stijl, intiemer en sensibeler dan zijn vroegere werken die zicht vooral richten op het society-leven. Daarmee vormen ze een bijzondere categorie binnen zijn oeuvre. Ze bevinden zich overigens voor een belangrijk deel in particulier bezit. Tijdens veilingen brengen ze hoge prijzen op: Mavourneen werd in 1995 bij Christie's verkocht voor 2,3 miljoen dollar, Summer bracht in 2007 bijna 1,5 miljoen dollar op.

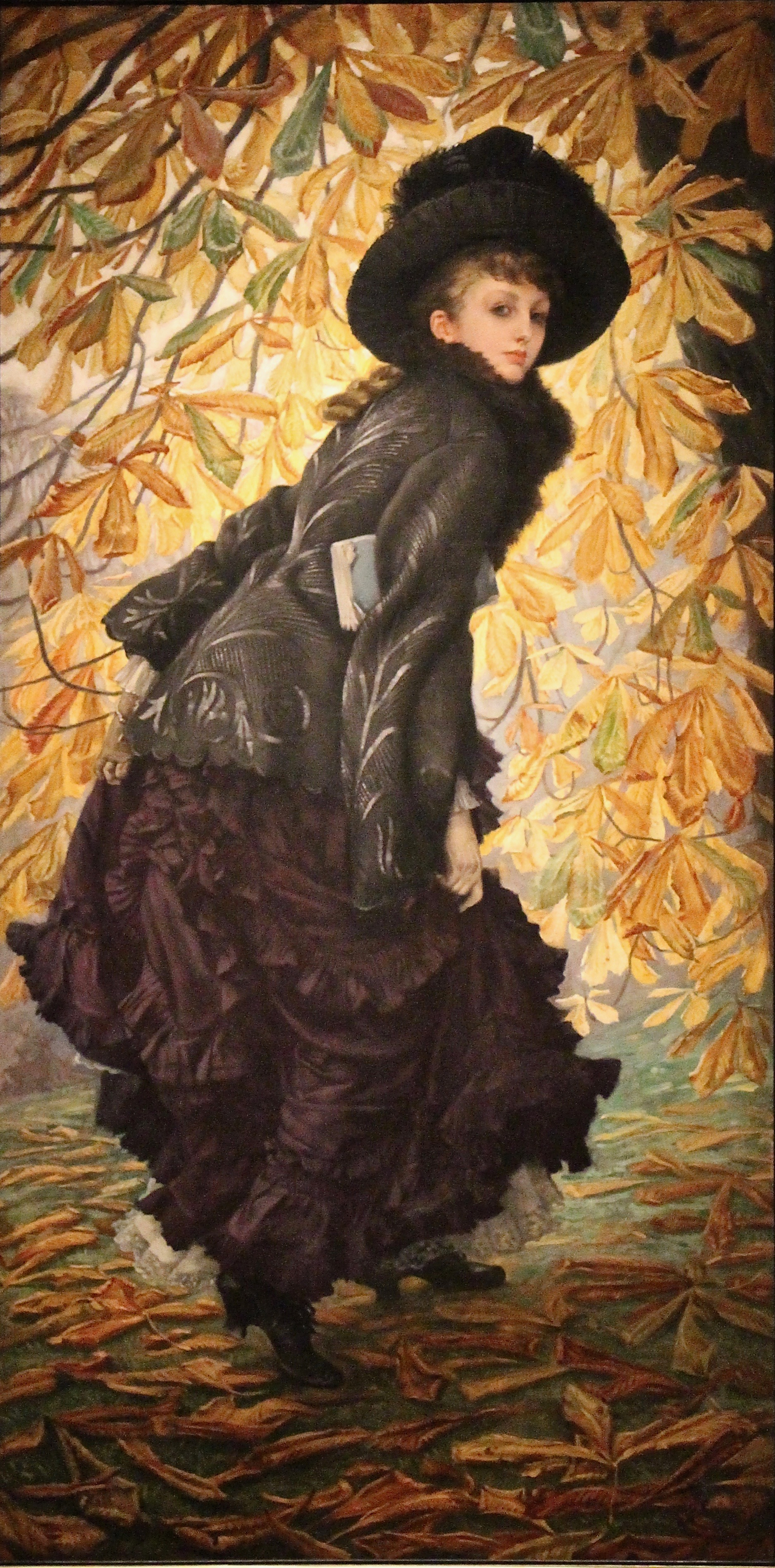
October
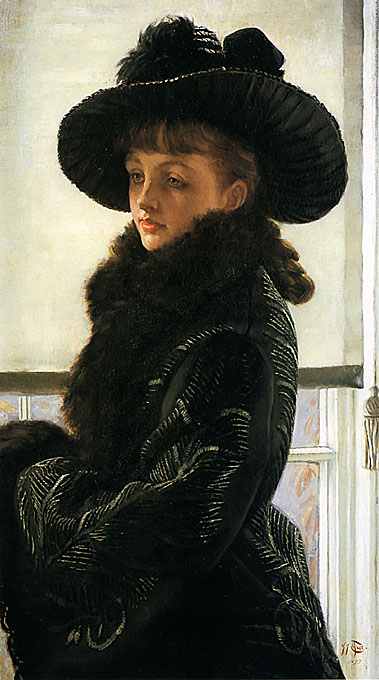
Mavourneen
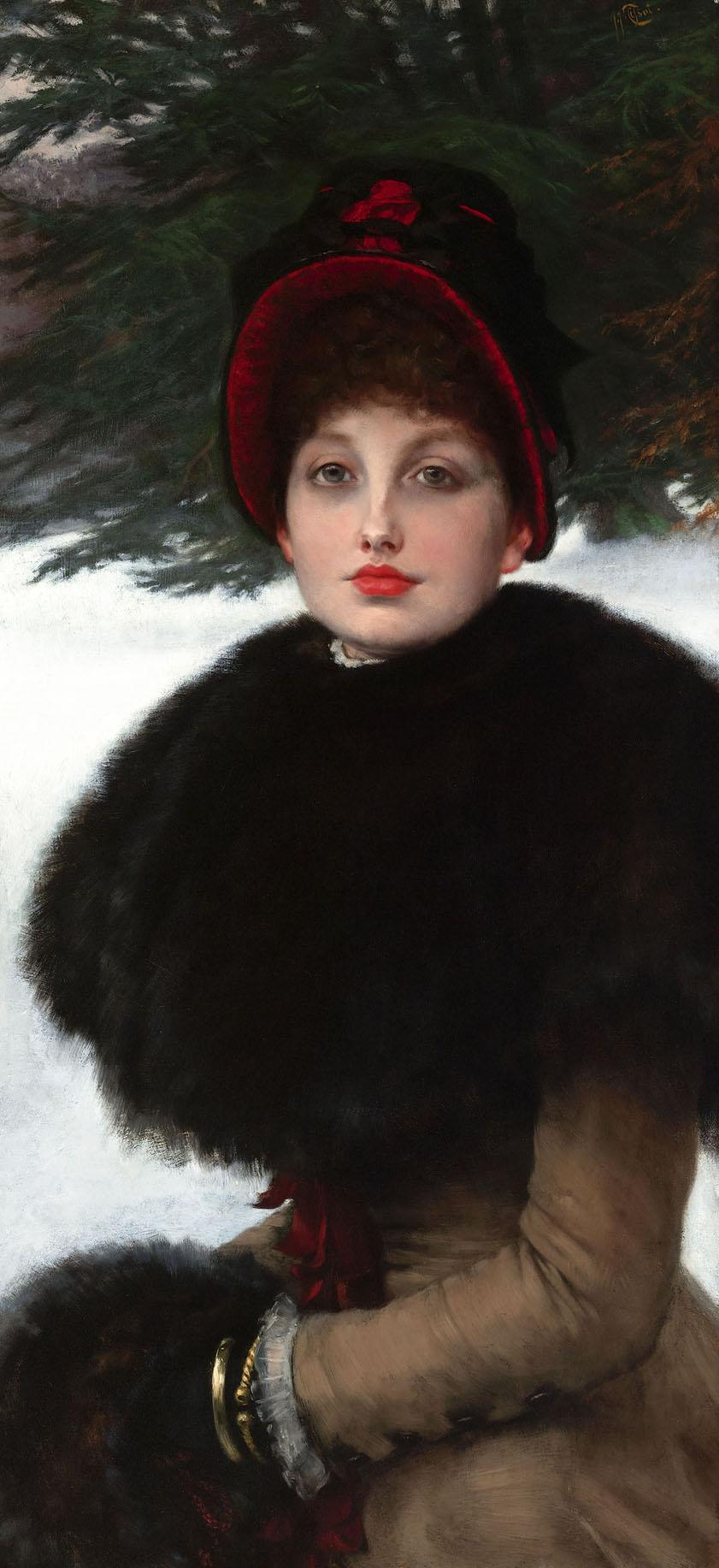
A Winters Walk
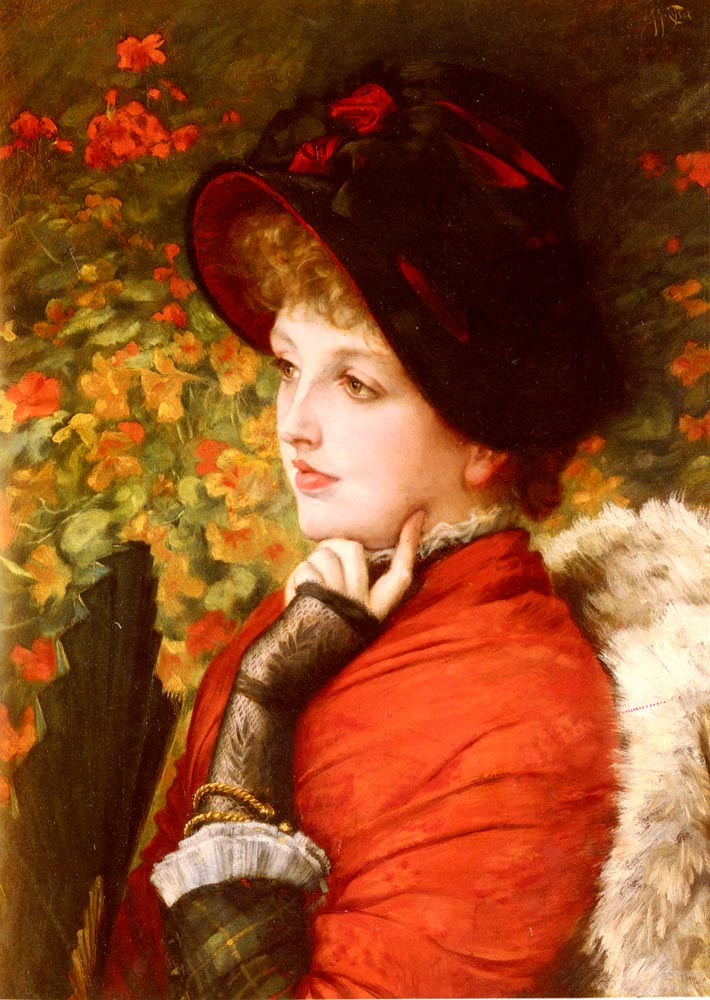
A type of Beauty

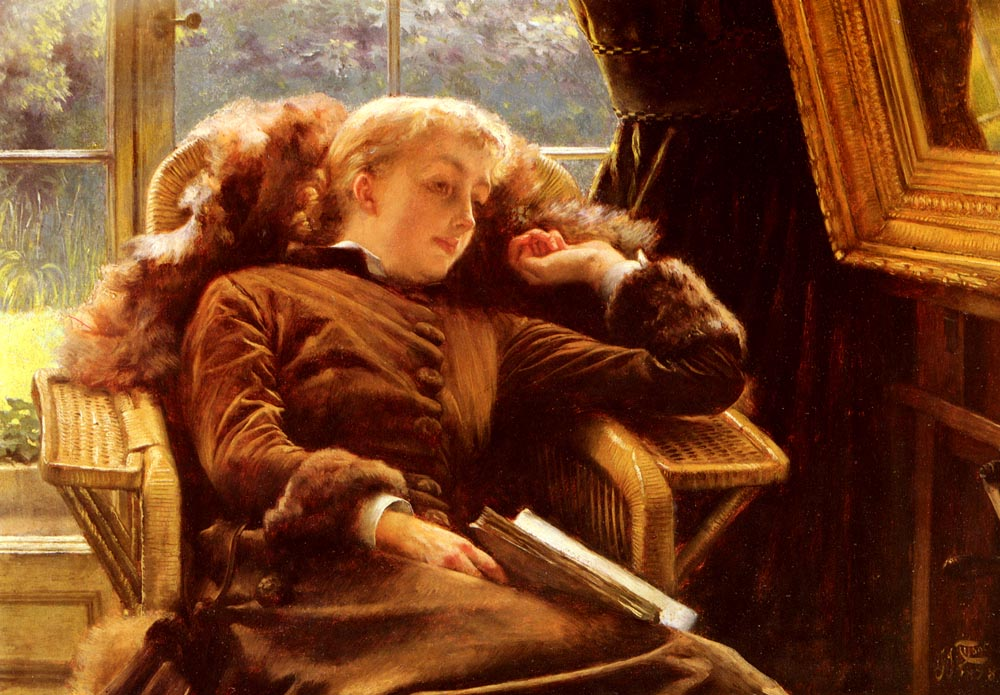
Kathleen Newton in an Armchair
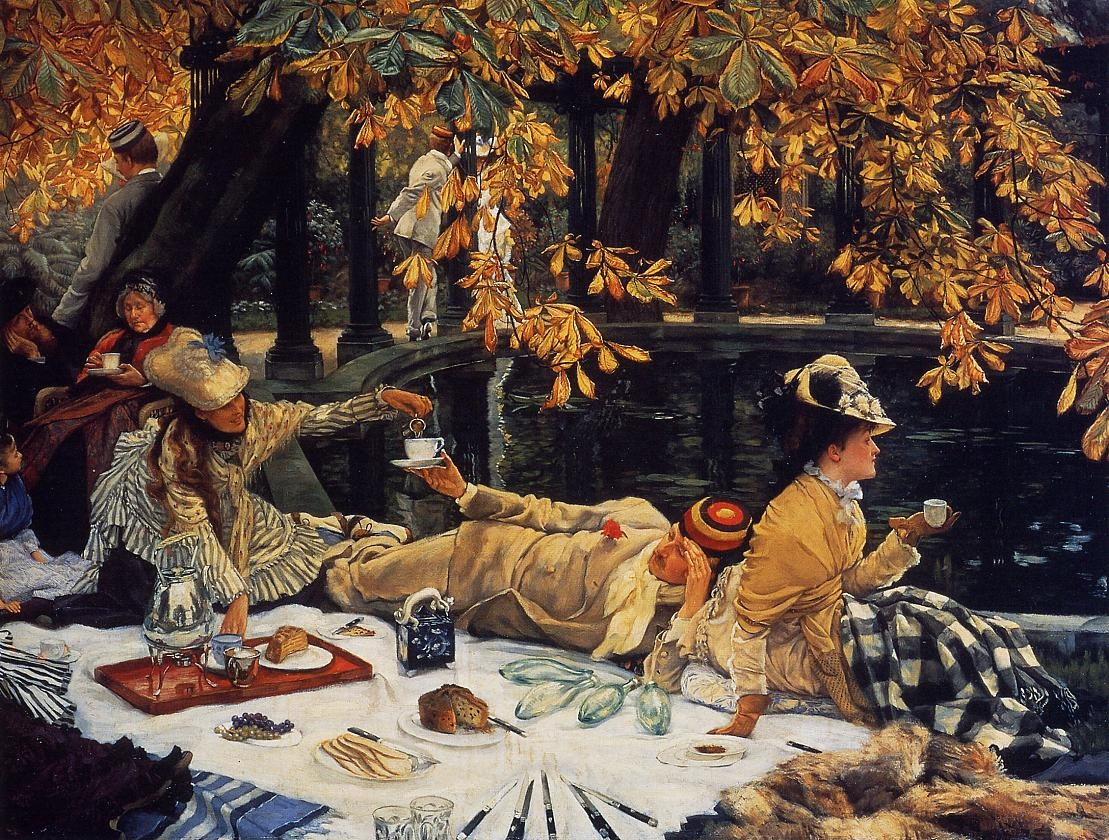
Holiday (rechts: Newton)
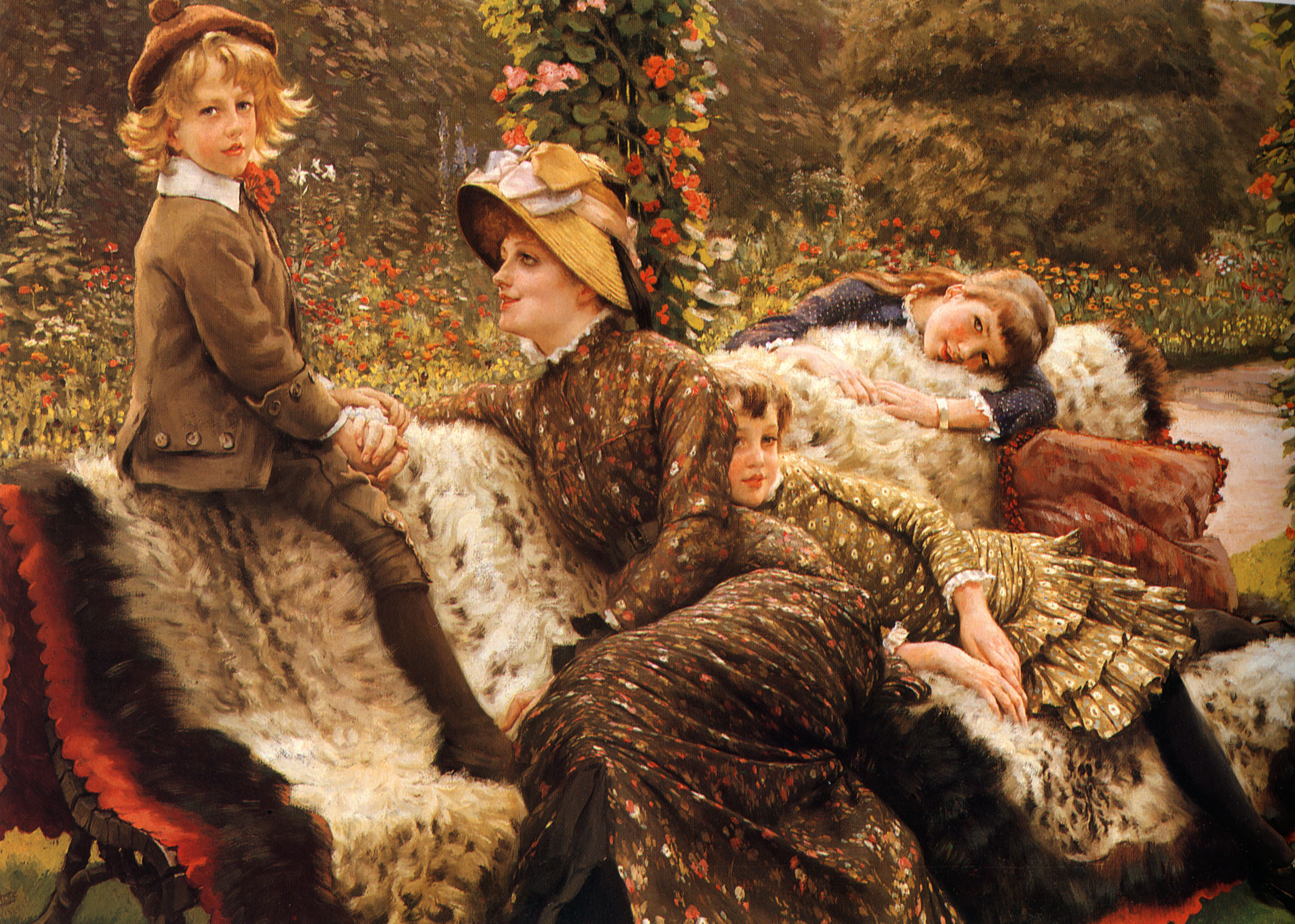
The Garden Bench